# 23 september
23 september är den 266:e dagen på året i den gregorianska kalendern (267:e under skottår). Det återstår 99 dagar av året.

## Återkommande bemärkelsedagar

### Nationaldagar
- Saudiarabiens nationaldag

## Namnsdagar

### I den svenska almanackan
- Nuvarande – Tekla och Tea
- Föregående i bokstavsordning
  - Sozius – Namnet fanns på dagens datum före 1620, då det utgick.
  - Tage – Namnet förekom på dagens datum på 1790-talet, men utgick sedan. 1901 infördes det på 3 augusti och har funnits där sedan dess.
  - Tea – Namnet infördes 1986 på 9 november, men flyttades 1993 till dagens datum och har funnits där sedan dess.
  - Tekla – Namnet infördes, till minne av en av de första kvinnliga kristna martyrerna, på dagens datum 1620 och har funnits där sedan dess.
  - Trond – Namnet infördes på dagens datum 1986, men utgick 1993.
  - Tryggve – Namnet infördes på dagens datum 1986, men flyttades 1993 till 25 september, där det har funnits sedan dess.
- Föregående i kronologisk ordning
  - Före 1620 – Sozius
  - 1620–1900 – Tekla och Tage
  - 1901–1985 – Tekla
  - 1986–1992 – Tekla, Trond och Tryggve
  - 1993–2000 – Tekla och Tea
  - Från 2001 – Tekla och Tea
- Källor
  - Brylla, Eva (red.). Namnlängdsboken. Gjøvik: Norstedts ordbok, 2000 ISBN 91-7227-204-X
  - af Klintberg, Bengt. Namnen i almanackan. Gjøvik: Norstedts ordbok, 2001 ISBN 91-7227-292-9

### Finlandssvenska almanackan
- Nuvarande från 1929[1] – Tekla
- I föregående revideringar[a][2]
  - inga ändringar sedan 1929

## Händelser
- 1459 – Slaget vid Blore Heath.
- 1846 – Den tyske astronomen Johann Gottfried Galle upptäcker planeten Neptunus.
- 1885 – Tjugo personer blir ihjältrampade på grund av panik i en folkmassa då Christina Nilsson sjunger från en balkong på Grand Hôtel i Stockholm.
- 1889 – Det japanska företaget Nintendo grundas.
- 1905 – Karlstadskonferensen, förhandlingarna mellan Sverige och Norge i samband med unionsupplösningen 1905, avslutas.
- 1907 – IFK Skövde Handbollsklubb bildas.
- 1922 – Bertolt Brechts drama "trummor i natten" uppförs i München.
- 1943 – Salòrepubliken, "Italienska sociala republiken" bildas genom	Tysklands ockupation av Italien.
- 1944 – Malmö Stadsteater invigs med William Shakespeares En midsommarnattsdröm.
- 1962
  - Lincoln Center for the Performing Arts, amerikanskt kulturcentrum på Manhattan i New York öppnar för första gången.
  - "The Jetsons" har premiär på ABC-TV. Det är det första programmet genom nätverket som presenteras med färg.[3]
- 1974 – BBC lanserar världens första text-TV, Ceefax eller internt Teledata.
- 1980 – Bob Marley spelar vad som skulle bli den sista konserten i hans liv i Pittsburgh, Pennsylvania.
- 1983
  - Saint Kitts och Nevis blir medlem i FN.[4]
  - Gulf Air Flight 771 blir förstörd av en bomb och alla 111 personer ombord omkommer.[5]
- 2001 – Den svensk-eritreanske journalisten Dawit Isaak fängslas.
- 2002 – Den första offentliga versionen av webbläsaren Mozilla Firefox ("Phoenix 0.1") släpps.
- 2003 – Klockan 12.35 drabbas Sydsverige av ett omfattande elavbrott som gör en och en halv miljon människor strömlösa i en timme till fem timmar.
- 2006 – Bryan Adams spelar i Stockholm.
- 2008 – Skolmassakern i Kauhajoki, 11 döda inklusive Matti Saari, som utförde dådet.
- 2009 – Helikopterrånet i Västberga. Rånare bärgar ett okänt antal kontanter med en stulen helikopter.

## Födda
- 63 f.Kr. – Augustus, romersk kejsare
- 1713 – Ferdinand VI av Spanien, regent
- 1783 – Peter von Cornelius, tysk målare
- 1789 – Lars Gabriel von Haartman, finländsk friherre och politiker
- 1816 – Elihu B. Washburne, amerikansk republikansk politiker, USA:s utrikesminister
- 1839 – Herman Björnström, domprost i Västerås stift
- 1841 – Joseph D. Sayers, amerikansk demokratisk politiker, guvernör i Texas
- 1863 – George Washington Hays, amerikansk demokratisk politiker, guvernör i Arkansas
- 1865 – Suzanne Valadon, fransk konstnär, målare
- 1876 – Thomas Whitfield Davidson, amerikansk demokratisk politiker
- 1880 – John Boyd Orr, 1:e baron Boyd-Orr, brittisk läkare, biolog och politiker, mottagare av Nobels fredspris 1949
- 1888 – Valdemar Dalquist, svensk skådespelare, författare, textförfattare och regissör
- 1890
  - Friedrich Paulus, tysk generalfältmarskalk
  - Axel Slangus, finländsk skådespelare, regissör och manusförfattare
- 1897
  - Paul Delvaux, belgisk målare
  - Walter Pidgeon, kanadensisk skådespelare
- 1899 – Tom C. Clark, amerikansk demokratisk politiker och domare i USA:s högsta domstol
- 1900 – Gustaf Nilsson, svensk politiker (S), talman, landshövding i Värmlands län.
- 1901 – Jaroslav Seifert, tjeckisk poet, mottagare av Nobelpriset i litteratur 1984
- 1907 – Herbert Kappler, tysk SS-officer
- 1910 – Viola Sandell, svensk arbetsvårdsinspektör och socialdemokratisk politiker
- 1911 – Frank Moss, amerikansk demokratisk politiker, senator (Utah)
- 1913
  - Arne Källerud, svensk skådespelare
  - Sándor Tarics, ungersk vattenpolospelare
- 1915 – Clifford G. Shull, amerikansk fysiker, mottagare av Nobelpriset i fysik 1994
- 1916 – Aldo Moro, italiensk politiker, premiärminister
- 1920 – Mickey Rooney, amerikansk skådespelare
- 1926 – John Coltrane, amerikansk jazzmusiker och tenorsaxofonist
- 1930 – Ray Charles, amerikansk sångare, kompositör, pianist
- 1934
  - Per Olov Enquist, svensk författare, regissör och dramatiker
  - Gino Paoli, italiensk sångare och låtskrivare
- 1937 – Lennart Klefbom, svensk skådespelare och regiassistent
- 1938 – Romy Schneider, österrikisk skådespelare
- 1940
  - Anders Janson, svensk skådespelare född i Västerås
  - John Wilkinson, brittisk parlamentsledamot för Conservative
- 1941 – Björn Asker, svensk operasångare
- 1943
  - Steve Boone, amerikansk musiker, medlem av The Lovin' Spoonful
  - Julio Iglesias, spansk sångare och fotbollsmålvakt
  - Anders Kulläng, svensk rallyförare
  - Antonio Tabucchi, italiensk författare
- 1947 – Caroline Lagerfelt, svensk skådespelare, verksam i USA
- 1949 – Bruce Springsteen, amerikansk sångare, låtskrivare
- 1956 – Paolo Rossi, italiensk fotbollsspelare
- 1959 – Jason Alexander, amerikansk skådespelare
- 1960 – Kaisa Juuso, finländsk politiker
- 1961 – William McCool, amerikansk astronaut
- 1962 – Åke Lilljebjörn, ishockeymålvakt, VM-guld och kopia av Svenska Dagbladets guldmedalj
- 1964 – Magdalena In de Betou, svensk skådespelare
- 1972
  - Karl Pilkington, brittisk radiopratare och författare
  - Jermaine Dupri, amerikansk musikproducent
- 1973 – Artim Sakiri, makedonsk fotbollsspelare
- 1974 – Philomène Grandin, svensk skådespelare
- 1975 – Jaime Bergman, amerikansk fotomodell och skådespelare
- 1978 – Anthony Mackie, amerikansk skådespelare
- 1980 – Syu, japanska musiker, gitarrist Galneryus
- 1981 – Natalie Horler, sångerska i Cascada
- 1983 – Emma Johansson, svensk OS-silvermedaljör i cykling 2008 och 2016
- 1984 – Anneliese van der Pol, nederländsk-amerikansk skådespelare
- 1990 – Ludvig Lindgren, svensk speedwayförare
- 1991 – Kim Ki-bum, sydkoreansk sångare, rappare, skådespelare, modedesigner och tv-presentatör, medlem i pojkbandet Shinee

## Avlidna
- 1241 – Snorre Sturlasson, isländsk hövding och skald
- 1535 – Katarina av Sachsen-Lauenburg, drottning av Sverige
- 1623 – Peder Månsson Utter, svensk arkivman och genealog
- 1710 – Ole Rømer, dansk astronom och ämbetsman
- 1738 – Hermann Boerhaave, nederländsk botanist, kemist och läkare
- 1743 – Erik Benzelius den yngre, svensk ärkebiskop
- 1830 – Elizabeth Kortright Monroe, amerikansk presidenthustru till James Monroe
- 1835 – Georg Adlersparre, generalmajor, statsråd, landshövding i Skaraborgs län
- 1870 – Prosper Mérimée, fransk författare som skrev Carmen
- 1877 – Urbain Le Verrier, fransk astronom
- 1888 – François Achille Bazaine, fransk militär
- 1889 – Wilkie Collins, brittisk författare
- 1896 – Ivar Aasen, norsk språkvetare och författare, skaparen av nynorska
- 1903 – Charles B. Farwell, amerikansk republikansk politiker, senator (Illinois)
- 1906 – August Bondeson, svensk läkare och författare
- 1908 – Mark L. De Motte, amerikansk republikansk politiker och jurist
- 1922 – W. Chrystie Miller, amerikansk skådespelare
- 1929 – Richard Zsigmondy, österrikisk kemist, mottagare av Nobelpriset i kemi 1925
- 1932 – Jules Chéret, fransk konstnär
- 1939 – Sigmund Freud, österrikisk läkare och författare, grundare av psykoanalysen
- 1943
  - Wilhelm Kube, tysk SS-officer
  - Elinor Glyn, brittisk författare
  - Ernst Trygger, svensk professor och politiker, Sveriges statsminister
- 1944 – Pietro Caruso, italiensk fascist, chef för den italienska polisen under slutet av andra världskriget
- 1955 – Konstantin Hierl, tysk nazistisk politiker, ledare för Reichsarbeitsdienst
- 1958 – Elisabeth Tamm, svensk politiker och feminist
- 1961 – Elmer Diktonius, finländsk poet
- 1968 – Padre Pio, italienskt helgon
- 1973
  - Pablo Neruda, chilensk poet, diplomat och politiker, mottagare av Nobelpriset i litteratur 1971
  - A.S. Neill, brittisk pedagog
  - Fuller Warren, amerikansk demokratisk politiker, guvernör i Florida
- 1974 – Jayachamaraja Wodeyar Bahadur, indisk filosof, musikvetare, politisk teoretiker och filantrop, Mysores siste regerande maharaja
- 1987 – Bob Fosse, amerikansk regissör och koreograf
- 1989 – Per-Erik Lindorm, svensk journalist, manusförfattare och skriftställare
- 1999 – Allan Linder, svensk skådespelare
- 2006 – Sir Malcolm Arnold, brittisk kompositör
- 2009 – Ertuğrul Osman, turkisk kunglighet, ”den siste osmanen”
- 2012
  - Radja Jerosjina, sovjetisk längdskidåkare
  - Pavel Gratjov, sovjetisk general och rysk försvarsminister
  - Corrie Sanders, sydafrikansk boxare
- 2016 – Yngve Brodd, fotbollsspelare, OS-brons 1952
- 2018 – Charles K. Kao, kinesisk-brittisk-amerikansk ingenjör och forskare, mottagare av Nobelpriset i fysik 2009
- 2020 – Juliette Gréco, fransk sångerska
- 2022 – Louise Fletcher, amerikansk skådespelare